# Chris Connolly
Chris Connolly, född 23 juli 1987, är en amerikansk före detta ishockeyspelare som spelade för Iserlohn Roosters i DEL. Han är bror till ishockeyspelaren Jack Connolly.
Connolly är inte draftad av någon NHL-klubb. Han spelade för Boston University i NCAA under sina fyra år på college- och universitetsnivå i USA. Han gjorde sammanlagt 129 poäng på sina 153 spelade matcher i collegeligan. Efter säsongen 2011/2012 lämnade han Nordamerika för spel i Tappara finska SM-liiga. Han gjorde sammanlagt 41 poäng (varav 19 mål) på 57 spelade matcher den säsongen och vann SM-liiga silver. Året därpå, säsongen 2013/2014 spelade han endast 19 matcher för Tappara, då han istället värvades till Iserlohn Roosters i tyska DEL. Han svarade för 20 poäng på 27 spelade macther i tyska ligan. 
I april 2014 blev det officiellt att Connolly skrivit kontrakt med Leksands IF i SHL.. Han och hans bror blev sparkade av Leksand den 7 oktober.